# وانگ هائو
وانگ هائو (انگلیسی: Wang Hao؛ زادهٔ ۱۶ اوت ۱۹۸۹) دونده پیاده‌روی سرعت اهل چین است.
وی در مسابقات کشوری و بین‌المللی در مجموع برندهٔ ۱ مدال طلا شده‌است.